# Estádio Manoel Barradas
O Estádio Manoel Barradas, também conhecido como Barradão, é um estádio de futebol localizado em Salvador, no estado da Bahia, Brasil. É de propriedade do Esporte Clube Vitória e foi inaugurado em 11 de novembro de 1986.
O estádio foi erguido sobre um terreno doado pelo então prefeito de Salvador, Clériston Andrade, e contou com o apoio financeiro do governo do estado, na gestão de João Durval Carneiro, cujo sogro, Manoel Barradas, ex-presidente do clube e conselheiro, foi homenageado dando seu nome ao estádio. Sua capacidade máxima atualmente é de 30.793 espectadores. Foi a primeira edificação do Complexo Esportivo Benedito Dourado da Luz, o CT rubro-negro.
Na Série C de 2006, a média de público do Vitória foi de 15.062 pagantes por partida. Já na Série B de 2007, foi de mais de 18.000 pagantes. Na edição de 2008, quase 16.000 pessoas estavam no estádio por partida, enquanto que em 2009, com o aumento do preço dos ingressos, a média caiu para pouco menos de 13.400. Na Série B de 2012, com a subida do time para a elite do Brasileirão teve uma média de 16.192 pagantes, a maior da competição. Na Série A de 2013, com a boa campanha do time na competição, a média foi de 14.780 pagantes. Na campanha de 2022, o Barradão foi o estádio que recebeu mais público, na série C, com um total de 207.160 pagantes, perfazendo uma média de 15.935 pessoas. O recorde da temporada 2022 foi 28.006 pagantes no jogo Vitória 3 x 1 Brasil de Pelotas, pela segunda fase da competição. 
Em 2014, o estádio recebeu algumas reformas estruturais para recepcionar os treinos das seleções da Copa do Mundo. Foram feitas reformas nos vestiários, com ampliação do número de chuveiros, substituição de piso e esquadrias, além da instalação de um spa para tratamento dos atletas. O campo do Barradão foi completamente renovado, com novo sistema de irrigação e drenagem e grama que obedece aos padrões estabelecidos pela FIFA.

## História
Custando mais de 46 milhões de cruzados, o estádio foi construído nos anos 1980, na gestão do então presidente José Rocha e em 1986 as obras foram concluídas. Silva Costa deu os tratores da terraplenagem, paga em grande parte com trinta mil cruzados doados por Renan Baleeiro, então prefeito de Salvador.
O jogo inaugural ocorreu no dia 11 de novembro daquele ano, quando Vitória e Santos empataram em 1 a 1. O primeiro gol marcado no estádio foi de Dino do Santos, Heyder empatou para o rubro-negro de pênalti.
Já sua reinauguração, em 1991, este visando já receber partidas constantes, custou 100 milhões de cruzeiros. A partida reinaugural foi no dia 25 de agosto daquele ano, quando Vitória e Olimpia do Paraguai (que tinha sido campeão da Copa Libertadores do ano anterior) empataram novamente em 1 a 1. O primeiro gol do estádio depois da reinauguração foi marcado por Jorge Campos do Olimpia.
Os maiores recordes de público do estádio foram de 50.000 espectadores, estabelecido em 1999, quando o Vitória bateu o time do Atlético Mineiro por 2 a 1. E, em 2000, quando o Vitória sagrou-se campeão do 1º turno do Baianão daquele ano ao bater o Juazeiro por 2 a 0, o público total foi de 50.000.

### Hegemonia
Desde a abertura do estádio em 1986 é usado pelo clube de Salvador. É notável que o estádio foi mesmo o divisor de águas do futebol baiano. Com a sua construção, o rubro-negro baiano assumiu a hegemonia do estado, conquistando mais títulos em duas décadas do que tinha em noventa anos de vida.
Disputando finais em seu estádio, o Leão da Barra tem um aproveitamento impressionante. Nas oportunidades em que o time decidiu o título de alguma competição em sua casa, só sofreu a perda em 6 oportunidades: no Campeonato Baiano de 1998, quando precisava vencer o Bahia por dois gols de diferença e apenas conseguiu um magro 1 a 0; na Copa do Nordeste de 2002, quando empatou por 2 a 2 precisando de uma vitória também por dois gols de diferença; no Campeonato Baiano de 2006, quando perdeu por 4 a 2 do Colo Colo e cedeu o título para o clube de Ilhéus; na Copa do Brasil de 2010, quando venceu o Santos por 2 a 1, mas não levou a taça porque perdeu o primeiro jogo por 2 a 0; no Campeonato Baiano de 2011 quando perdeu de virada para o Bahia de Feira e na final do Estadual de 2018, quando foi derrotado por 1 a 0, pelo Esporte Clube Bahia, depois de já ter pedido o primeiro jogo por 2x1. Por último e não menos importante, a eliminação no Campeonato Baiano de 2015 quando o time foi derrotado pelo mesmo Colo Colo e precisando apenas fazer um gol para avançar às semifinais do campeonato, que foi muito sentida pela torcida já que desde 1984 o time não ficava fora das semifinais e desde 2001 nas finais. Já o número de conquistas em seu estádio impressiona: nos Campeonatos Baianos de 1995, 1996, 1997, 1999, 2000, 2002, 2003, 2004, 2005, 2008, 2009, 2010, 2013 e na Copa do Nordeste de 2003, o rubro-negro comemorou mais um título na Toca.

#### Ba-Vis sem derrota de 1998 a 2006
| Data                    |         | Placar |       | Competição            | Ref    |
| ----------------------- | ------- | ------ | ----- | --------------------- | ------ |
| 24 de maio de 1998      | Vitória | 1–0    | Bahia | Campeonato Baiano     |        |
| 30 de maio de 1999      | Vitória | 2–1    | Bahia | Campeonato Baiano     |        |
| 20 de junho de 1999     | Vitória | 2–0    | Bahia | Copa do Nordeste      |        |
| 2 de abril de 2000      | Vitória | 0–0    | Bahia | Campeonato Baiano     |        |
| 14 de junho de 2000     | Vitória | 2–1    | Bahia | Campeonato Baiano     |        |
| 2 de julho de 2000      | Vitória | 3–1    | Bahia | Campeonato Baiano     |        |
| 27 de maio de 2001      | Vitória | 3–0    | Bahia | Campeonato Baiano     |        |
| 10 de março de 2002     | Vitória | 3–0    | Bahia | Copa do Nordeste      | [ 24 ] |
| 12 de maio de 2002      | Vitória | 2–2    | Bahia | Copa do Nordeste      | [ 24 ] |
| 26 de maio de 2002      | Vitória | 4–3    | Bahia | Campeonato Baiano     |        |
| 3 de novembro de 2002   | Vitória | 1–0    | Bahia | Campeonato Brasileiro | [ 25 ] |
| 23 de fevereiro de 2003 | Vitória | 3–2    | Bahia | Campeonato Baiano     |        |
| 12 de outubro de 2003   | Vitória | 2–1    | Bahia | Campeonato Brasileiro | [ 26 ] |
| 15 de fevereiro de 2004 | Vitória | 2–0    | Bahia | Campeonato Baiano     |        |
| 18 de abril de 2004     | Vitória | 1–0    | Bahia | Campeonato Baiano     |        |
| 20 de fevereiro de 2005 | Vitória | 6–2    | Bahia | Campeonato Baiano     |        |
| 17 de abril de 2005     | Vitória | 0–0    | Bahia | Campeonato Baiano     |        |
| 22 de janeiro de 2006   | Vitória | 2–1    | Bahia | Campeonato Baiano     |        |

### Milésimo gol
No dia 29 de abril de 2009, no jogo entre Vitória e Atlético Mineiro, pela Copa do Brasil 2009, foi assinalado o milésimo gol do time rubro-negro no seu estádio. Foi o terceiro gol da vitória do Leão por 3-0, marcado por Neto Baiano, aos trinta e quatro minutos do segundo tempo.

### 500 jogos no Barradão
Em 30 de outubro de 2010, na vitória sobre o Vasco da Gama por 4 a 2 em partida válida pelo Brasileirão daquele ano, o Vitória completou 500 jogos em seu estádio com um histórico de 316 vitórias, 104 empates e 80 derrotas, tendo marcado 1.117 gols e sofrido 521, com saldo positivo de 596 gols, e aproveitamento superior a 70%.

## Livro
O Estádio Manoel Barradas tem sua história contada no livro: Barradão: Alegria, Emoção e Vitória, pelos rubro-negros Alexandre Ramos Ribeiro e Luciano Sousa Santos (lançada em março de 2006). O livro revela detalhes da construção do estádio, da doação do terreno público pelo então prefeito de Salvador Clériston Andrade até o apoio financeiro durante o governo João Durval Carneiro na construção de suas instalações. Outro fato curioso é que, por conta desse apoio irrestrito, o estádio por pouco não foi batizado com o nome de João Durval, que preferiu transferir a honra a seu sogro, Manoel Barradas, ex-presidente do clube.

## Estatísticas

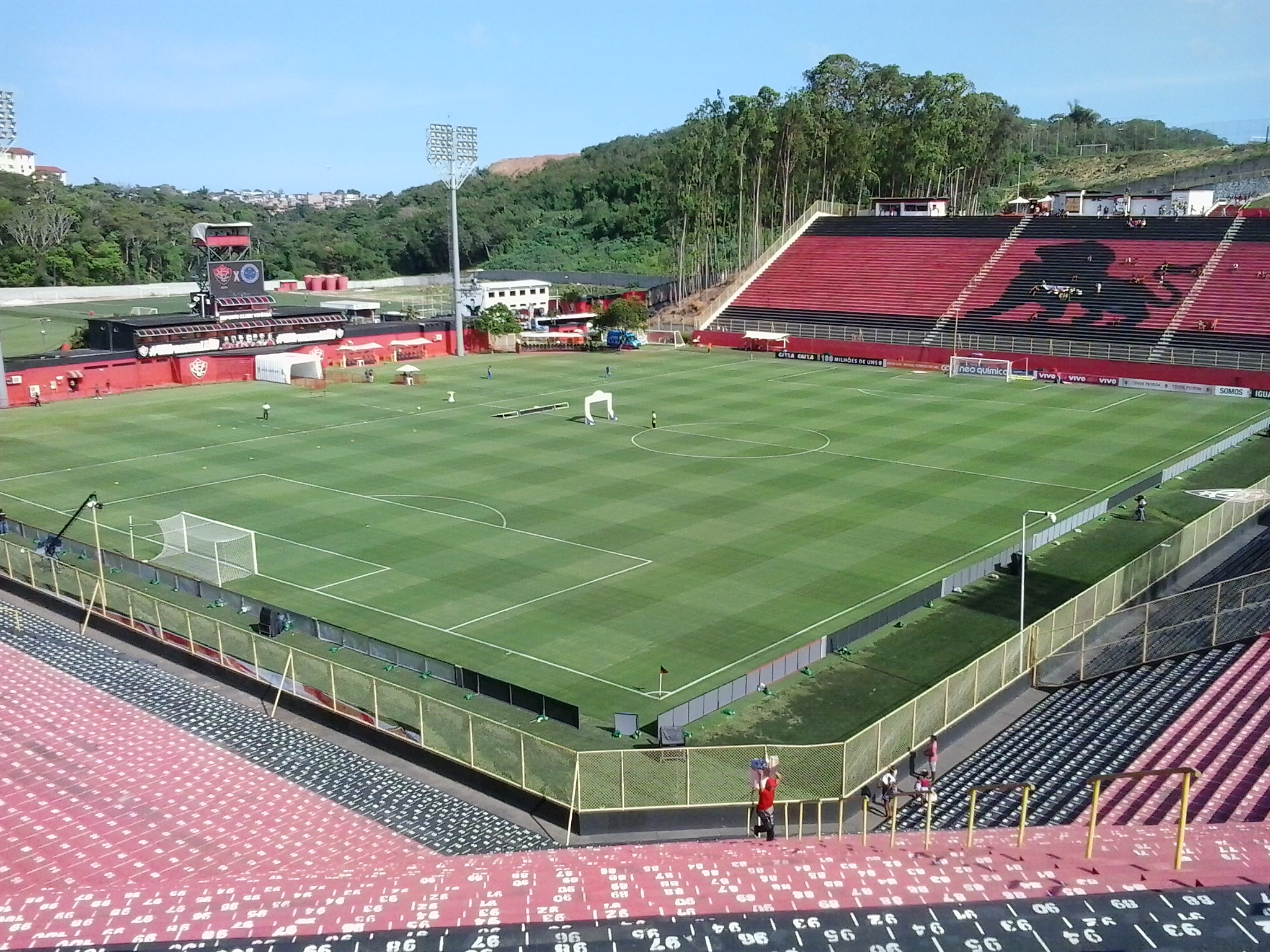
Vista panorâmica do estádio em 2017.

### Maiores públicos
| Data                   | Competição        | Público | Resultado/Adversário | Ref           |
| ---------------------- | ----------------- | ------- | -------------------- | ------------- |
| 7 de maio de 2000      | Campeonato Baiano | 51.200  | 2–0 Juazeiro         | [ 30 ] [ 31 ] |
| 5 de dezembro de 1999  | Série A           | 41.210  | 2–1 Atlético Mineiro | [ 32 ] [ 19 ] |
| 3 de novembro de 2013  | Serie A           | 36.181  | 1–1 Corinthians      | [ 33 ]        |
| 16 de julho de 2008    | Série A           | 35.000  | 1–3 São Paulo        | [ 34 ]        |
| 29 de outubro de 2008  | Série A           | 35.000  | 0–0 Flamengo         | [ 35 ]        |
| 4 de agosto de 2010    | Copa do Brasil    | 35.000  | 2–1 Santos           | [ 36 ]        |
| 8 de fevereiro de 2009 | Campeonato Baiano | 35.000  | 0–2 Bahia            | [ 37 ]        |
| 21 de novembro de 2010 | Série A           | 35.000  | 1–1 Corinthians      | [ 38 ]        |
| 19 de novembro de 2006 | Série C           | 35.000  | 4–0 Ferroviário      | [ 39 ]        |
| 24 de novembro de 2012 | Série B           | 35.000  | 1–1 Ceará            | [ 40 ]        |

### Maiores artilheiros[41]
Em negrito, jogadores que ainda atuam pelo Vitória.
| Rank | Jogador           | Gols | Temporada(s)                    |
| ---- | ----------------- | ---- | ------------------------------- |
| 1    | Neto Baiano       | 53   | 4 (2009, 2011–2012, 2015)       |
| 2    | Ramon Menezes     | 44   | 5 (1994–1995, 2008–2010)        |
| 3    | Allan Dellon      | 40   | 7 (1998–2004)                   |
| 4    | Índio             | 34   | 6 (2005–2008, 2010 e 2012)      |
| 5    | Fernando          | 32   | 8 (1996–2002 e 2010)            |
|      | Marquinhos        | 32   | 5 (2008, 2011–2014)             |
| 7    | Leandro Domingues | 30   | 9 (2001–2006, 2008–2009 e 2016) |
| 8    | Adoilson          | 28   | 4 (1994–1997)                   |
|      | André Neles       | 28   | 1 (2002)                        |
| 10   | Jackson           | 27   | 3 (2007–2009)                   |

### Estatísticas gerais
| Primeira partida da inauguração |
| --- |
| Vitória 1–1 Santos (11 de novembro de 1986) |
| Primeira partida da reinauguração |
| Vitória 1–1 Olimpia (PAR) (25 de agosto de 1991) |
| Primeira partida oficial |
| Vitória 4–0 Serrano-BA (15 de setembro de 1991) |
| Primeira partida com refletores |
| Vitória 2–0 Náutico (2 de outubro de 1994) |
| Primeira partida com placar eletrônico |
| Vitória 5–0 Fluminense de Feira (20 de junho de 2002)                                                                                                   |
| Maior(es) goleada(s) |
| Vitória 7–0 Colo Colo (8 de abril de 2007) |
| Vitória 7–0 Atlético de Alagoinhas (3 de maio de 2007)                                                                                                  |
| Vitória 7–0 Poções (28 de janeiro de 2009) |
| Vitória 7–0 Camaçari (18 de fevereiro de 2009) |
| Maior sequência invicta |
| 27 partidas: 21 vitórias e 6 empates; 83 gols pró e 29 contra                                                                                           |
| 20 de janeiro de 2002 a 9 de outubro de 2002 |
| Maior sequência de vitórias |
| 14 vitórias: 43 gols pró e 9 contra |
| 4 de fevereiro de 2004 a 29 de maio de 2004 |
| Quem mais jogou |
| O ex-zagueiro Flávio Tanajura, atual assistente técnico do clube, foi que mais jogou pelo Vitória no Barradão: 107 jogos.                               |
| Em segundo está o meia Bida, com 105. |
| Quem mais comandou |
| Ex-ídolo da torcida como jogador, Arturzinho virou técnico em 1997 no rubro-negro e com 51 jogos é o recordista no comando do time jogando no Barradão. |
| Em segundo está Ricardo Silva, vice-campeão da Copa do Brasil com o clube, vem com 40 jogos.                                                            |